# 福建水师

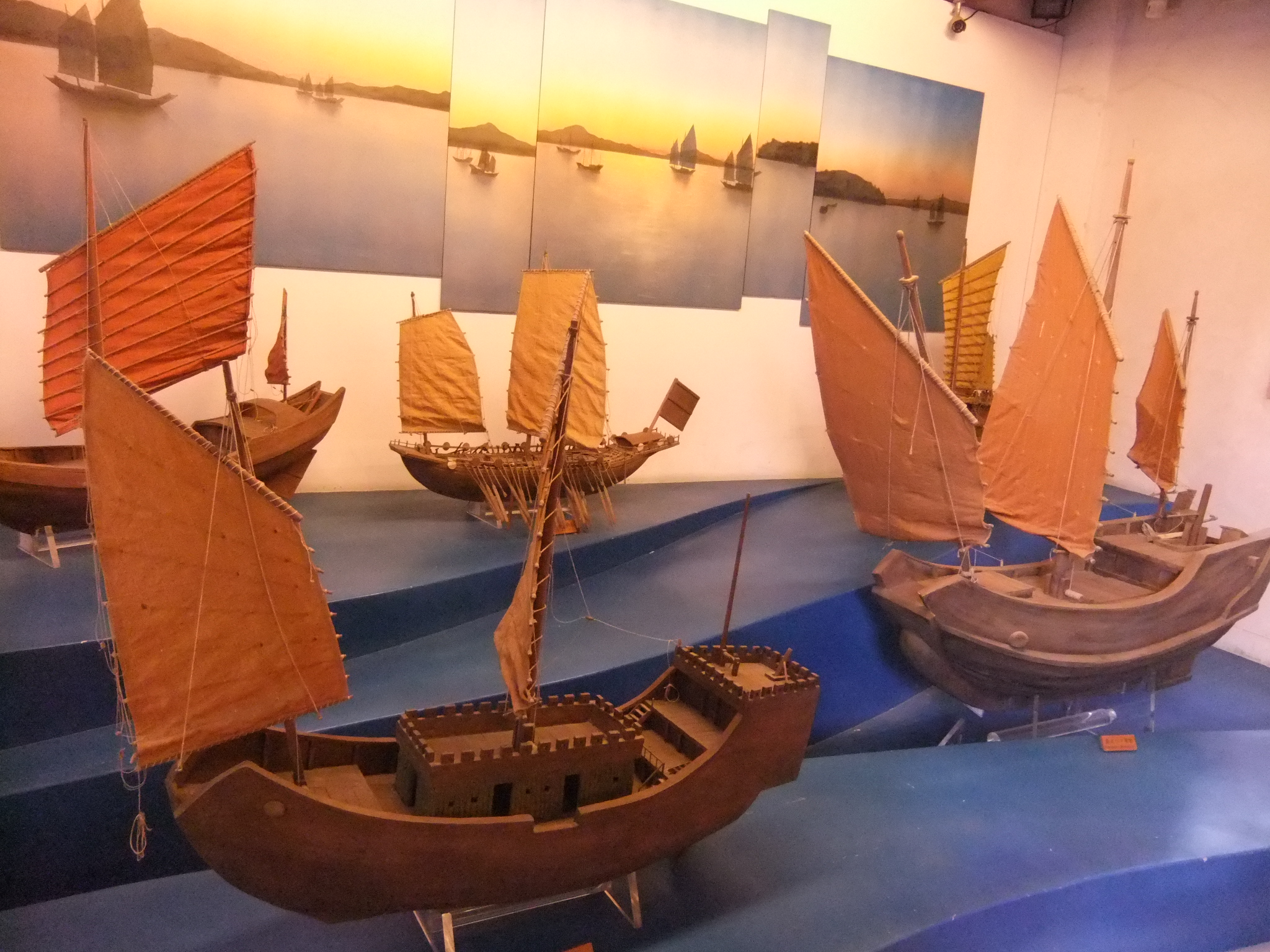
台灣金門鎮總兵署展示的舊式木造戰船。

福建水師，又稱福建水軍，是清朝隸屬綠營的軍事組織，以順治七年（1650年）在福建省境內設置水師為起始。康熙朝後，福建水師制度屢有變動，普遍而言，最高長官為福建水師提督。
福建水師提督在康熙23年（1684年）後轄管福建水師五鎮，分別為金門鎮、臺灣鎮、海壇鎮、南澳鎮以及福寧鎮。:151-152
福建水師原為舊式水師，採用木造戰船，應付海寇所用，但在道光朝（1840年代）的鴉片戰爭失利後，舊式木造戰船與制度面對西方列強不敷使用，清廷陸續引進西方制度改革，如推行洋務運動等，復於光緒元年（1875年）組建的現代化西式海軍，原福建水師也改組成福建船政水師。:334-335:173-176

## 清代綠營軍制

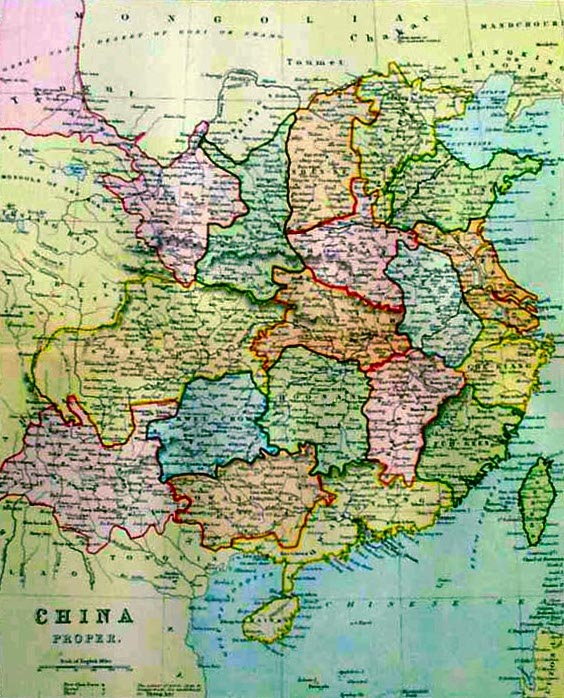
1875年 Thomas Milner 繪製的清帝國漢地十八省疆域圖。

大清帝國版圖約略分為「藩部」與「漢地十八省」，後者約同於明帝國舊有版圖，居民以漢族為主，清代沿用明制將漢地行政區分為十八省。而清代在漢地的軍事制度則是參考明代邊防的衛所兵制，另加改編，由於清代地方軍以「營」為基本單位，又以「綠旗」為幟，故泛稱「綠營」。
清廷將漢地十八省境內另劃出十一個軍區，一個軍區橫跨一到三個省不等，軍區的最軍政高長官為「總督」，但有些以省的長官「巡撫」來兼領，以上總督與巡撫皆為文官，不能直接率領綠營的軍隊作戰，一個軍區中綠營最高武官為「提督」，提督雖然能直接指揮綠營作戰，但平時受到文官總督、巡撫的箝制，此外提督也並非坐鎮軍隊的直接管理者。
扣除軍區範圍，單就一個省份之內，「鎮」才是綠營的最高編制單位，一個省內有若干「鎮」，而「鎮」轄下又有若干「協」，「協」下設「營」，「營」下又有「汛」或「塘」；「營」為綠營軍事編制最基本建制的單位，「營」亦可直屬「鎮」管轄，不必一定要設「協」。「鎮」的最高長官為總兵官，「協」最高長官為副將；一「營」之長官，參將、游擊、都司、守備等中級軍官均可出任；「汛」的長官則可由千總、把總、外委千總、外委把總擔綱。:43-50
清代為防軍權過大、難以節制，建立「迴避制度」，但凡副將、參將以上軍官，不得在本省任職，游擊、都司不得在本籍任職，守備不得在本府任職。千總、把總等下級軍官不受本籍迴避制度所限，但如若營中士兵升任軍官，不得在舊營任職。
此外，除了各級下屬單位之外，每個單位長官尚有直屬部隊，通稱「標」或「標營」，例如文官系統的總督有「督標」、巡撫有「撫標」（臺灣道的道尹也編有「道標」:188-192），軍職武官陸路提督、水師提督的「提標」、總兵的「鎮標」和副將的「協標」。參將以下所屬為營，直接統率一營兵卒，不稱營標。

## 福建水師提督
福建水師提督為從一品武官，原職初設於康熙元年（1662年），康熙七年（1668年）一度裁撤，康熙16年（1677年）復設之後，延續至光緒30年（1904年）裁撤，是清帝國存續最長的水師提督職位，有清一朝計56任提督，有重複出任者4人，總計52人出任福建水師提督。福建水提督駐紮福建省泉州府同安縣廈門島，親轄本標，即水師提標營，分為中營、左營、右營、前營、後營，共計五營的提督直屬部隊，又下轄金門鎮、臺灣鎮、海壇鎮、南澳鎮以及福寧鎮，合稱「福建水師五鎮」。:153:115

## 福建水師五鎮
福建水師五鎮隸屬綠營水師舊制，自清廷開辦水師之後，採用傳統木造戰船的戰區編組，沿用至光緒元年（1875年），此後取經西方、建立新式艦隊，改制成福建船政水師為止。

### 海壇鎮

福建沿海與諸島嶼示意圖。

康熙19年（1680年）海壇鎮初設，最高長官為總兵，受閩浙總督、福建水師提督節制。海壇鎮總兵官駐紮於福州府福清縣，下轄海壇鎮本標三營（中營、左營、右營）以及閩安水師協。海壇鎮左、右營俱設游擊一人領銜，皆駐軍海壇島；閩安水師協副將與右營長官駐紮閩安鎮（今福州市馬尾區亭江鎮閩安村）、左營長官駐軍定海（今福州市連江縣筱埕鎮定海村）。:161

### 福寧鎮
福寧鎮管轄本標三營（中營、左營、右營），另轄烽火門、桐山營、連江營、羅源營。福寧鎮原本屬於陸路系統，嘉慶七年（1802年）改制成水師部隊，最高長官仍為總兵，受福州將軍、閩浙總督、福建陸路提督、福建水師提督節制。福寧鎮總兵官原駐福寧府，改制水師後移駐至三沙，左營自福安縣城也移防三沙、右營駐寧德縣。福寧鎮水師汛守地點有福安縣汛、東衝礟臺、白石、張灣寨、防火金堡、松山港、下滸堡、鹽田堡、領頭寨、黃土巖、東牆寨、河西寨、河東寨等汛。:164-165

### 金門鎮

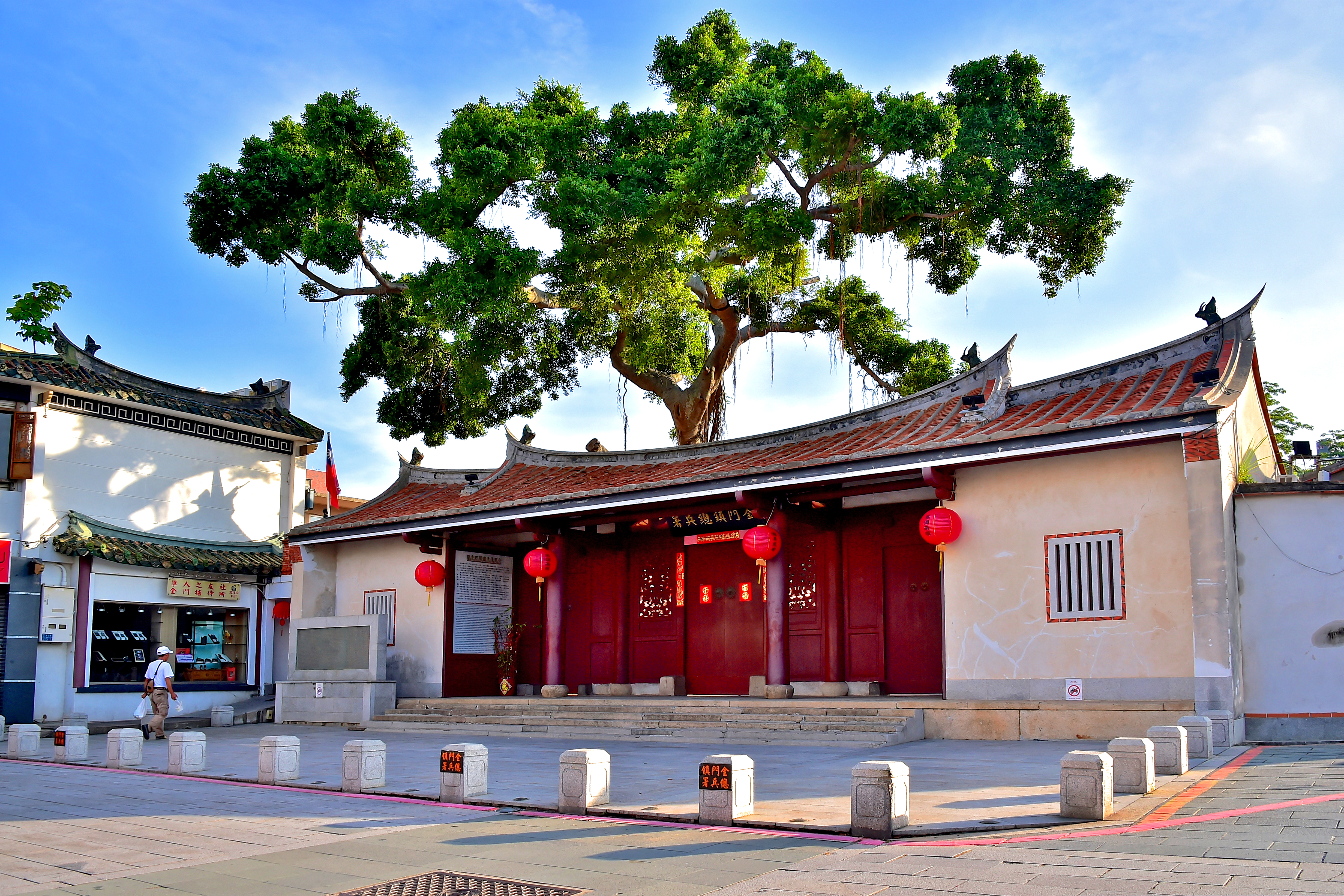
中華民國福建省金門縣的清金門鎮總兵署，可供一般大眾參觀。

金門鎮初設康熙19年（1680年），最高長官為總兵，受閩浙總督、福建水師提督節制，總兵官駐紮於金門島（清金門鎮總兵署），下轄金門鎮標三營（中營、左營、右營），但中營於康熙27年（1688年）被裁撤。金門鎮因位於福建水師提督駐紮的廈門島外海，控制進出水道，以「巡洋」任務最為首要，長期與海壇、南澳、銅山以及福建水師提標部隊進行水路會哨。道光朝後，清廷水師佈局重心轉往廣東省，金門戰略地位隨之下降。同治六年（1867年），時任閩浙總督左宗棠奏請「裁兵加餉」政策，水陸軍隊全面調整改制，翌年金門鎮被降級，改設金門協，最高長官也改為副將，由金門鎮列管的水汛，多移撥予湄洲提標兼轄。。:158-160

### 南澳鎮
南澳鎮初設康熙18年（1679年），最高長官為總兵，受閩浙總督、福建水師提督節制，因位處福建、廣東兩省交界，兩廣總督、廣東水師提督亦有節制之權。南澳鎮總兵關駐紮漳州府詔安縣，下轄本標左、右二營之外，尚有福建銅山營（東山島）、廣東澄海水師協、海門營、達濠營。南澳鎮左、右二營管轄不同省份，左營兼中軍駐軍福建省詔安縣的深澳汛（今廣東省汕頭市南澳縣深澳鎮）、南澳鎮右營則負責廣東省地界，右營大隊同駐本營，分駐深澳口、祥林灣汛、雲澳汛。南澳鎮職責與金門鎮相仿，以外海、巡防、會哨為要務。:163-164

### 臺灣鎮
康熙23年（1684年），清廷決議在臺灣領地設立台廈道後，便設置臺灣鎮，長官總兵賦予「掛印」特權，駐紮臺灣府，受福州將軍、閩浙總督、福建水師提督節制。臺灣在清朝時期動亂頻仍，綠營駐紮臺灣編制更動頗多，暫不一一條列；因道光朝為臺灣綠營駐軍數量最多的時期，茲以道光朝為例，臺灣鎮計有臺灣鎮本標三營（中營、左營、右營）、臺灣北路協三營（中營、左營、右營）臺灣水師協三營（中營、左營、右營）、澎湖水師協兩營（左營、右營）、臺灣城守營、艋舺營、滬尾水師營、南路營、下淡水營、噶瑪蘭營，總計17營，駐臺兵員約一萬四千多名。:161-163